# Baude Cordier

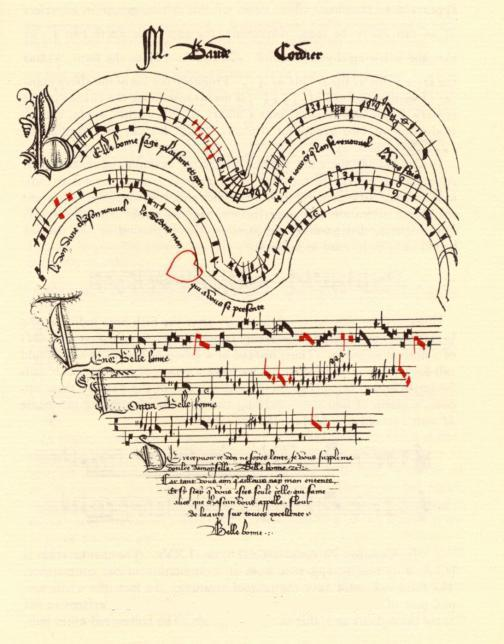
Rondo Cordiera o miłości "Belle, Bonne, Sage", napisane w kształcie serca z czerwonymi nutami zaznaczającymi zmiany rytmu

Baude Cordier (właśc. Baude Fresnela, ur. 1380 w Reims, zm. przed 1440) – średniowieczny francuski kompozytor. Jego prace uważane są za typowe przykłady stylu ars subtilior. Stosował notację menzuralną i kolory w partyturze. Większość przetrwałych utworów, to skomplikowane melodycznie i rytmicznie ronda.
Do dziś ocalało dziesięć świeckich kompozycji Cordiera. Niektóre z nich stworzone zostały w skomplikowanym stylu ars subtilior, np. "Amans amés secretement" ("Kochankowie, kochajcie dyskretnie"). Inne utwory są prostsze, z większym naciskiem na liryczną melodię, jak przykładowo "Belle, Bonne, Sage".
Dwie chansons Cordiera są przykładem "muzyki oczu" (ang. "eye music"): 
"Belle, Bonne, Sage" ("Piękna, dobra, zaradna") – pieśń miłosna napisana w kształcie serca; oraz "Tout par compas suy composés" ("Komponowane z kompasem") – kanon napisany w kółko.